# Marko Hercog
Marko Hercog, slovenski založnik, * 1974.
Od leta 1996 deluje kot tehnični direktor Beletrine . Kot tehnični vodja deluje na področju kulture, založništva, oblikovanja in spletnih rešitev. Skrbi za tehnični del produkcije knjig, vzdrževanje in posodabljanje tehnične in informacijske (strojne in programske) opreme zavoda Beletrine.
Bil je urednik na Tribuni, član in tudi predsednik krovne komisije za strokovno izbiro in vrednotenje programov na področju kulture Mestne občine Maribor.
V zadnjem času se poglobljeno ukvarja z e-knjigami in širjenjem e-bralne kulture, ter na področju uveljavljanja, izobraževanja, uporabe in vpeljavo standardov e-založništva v Sloveniji. Usmerja in sodeluje pri razvoju vpeljave e-knjig ter krovne platforme za izposojo in prodajo e-gradiv v Sloveniji.  V letu 2013 je zasnoval arhitekturo prve slovenske e-knjižnice in e-knjigarne Biblos, kjer še danes skrbi za snovanje konceptualnih in drugih rešitev sistema ter sodeluje pri izvajanju vseh aktivnosti povezanih z njegovim delovanjem.
Je udeleženec strokovnih konferenc povezanih s tem področjem (Digital Book World, O'Reilly TOC, PepCon, CPW, Digital Publishing Summit) ter knjižnih sejmov po svetu. Je član delovne skupine za e-knjige pri mednarodnem združenju NAPLE FORUM in član testnih skupin za Adobe Digital Publishing.